# Eesti Karikas 2013-2014
La Coppa d'Estonia 2013-2014 (in estone Eesti Karikas) è stata la 22ª edizione del torneo. La competizione è iniziata il 28 maggio 2013 ed è terminata il 17 maggio 2014. Il Levadia Tallinn ha vinto il trofeo per l'ottava volta nella sua storia.

## Formula del torneo
| Turno                | Numero di incontri | Squadre  | Entrano a questo turno |
| -------------------- | ------------------ | -------- | --- |
| Primo turno          | 48                 | 112 → 64 | 9 squadre di Meistriliiga 7 squadre di Esiliiga 8 squadre di Esiliiga B 15 squadre di II Liiga 24 squadre di III Liiga 20 squadre di IV Liiga 11 squadre di Rahvaliiga |
| Secondo turno        | 32                 | 64 → 32  | 1 squadra di Meistriliiga 2 squadre di Esiliiga 1 squadre di II Liiga 5 squadre di III Liiga 3 squadre di IV Liiga 5 squadre di Rahvaliiga                             |
| Sedicesimi di finale | 16                 | 32 → 16  | – |
| Ottavi di finale     | 8                  | 16 → 8   | – |
| Quarti di finale     | 4                  | 8 → 4    | – |
| Semifinali           | 2                  | 4 → 2    | – |
| Finale               | 1                  | 2 → 1    | – |

Gli accoppiamenti, così come il turno di ingresso nel torneo, sono sorteggiati in modo totalmente casuale e non ci sono teste di serie.

## Squadre partecipanti
Le 10 squadre della Meistriliiga 2013
- 9 al primo turno: Flora Tallinn, Infonet, Kalev Sillamäe, Kalev Tallinn, Kalju Nõmme, Kuressaare, Levadia Tallinn, Paide, Trans Narva.
- 1 al secondo turno: Tammeka Tartu.

9 delle 10 squadre dell'Esiliiga 2013
- 7 al primo turno: Irbis Kiviõli, Lokomotiv Jõhvi, Tammeka Tartu II, Tartu SK 10, Tarvas Rakvere, Tulevik Viljandi, Vaprus Vändra.
- 2 al secondo turno: Flora Tallinn II, Puuma Tallinn.

8 delle 10 squadre dell'Esiliiga B 2013
- Tutte al primo turno: Ararat TTÜ, Dünamo Tallinn, Elva, HÜJK Emmaste, Järve Kohtla-Järve, Kalju Nõmme II, Pärnu, TJK Legion.

16 delle 28 squadre della II Liiga 2013
- 15 al primo turno: Ajax Lasnamäe, Dünamo Rummu, Ganvix Türi, Infonet II, Joker Raasiku, Kaitseliit/Kalev, Loo, Maardu, Metropool Pärnu, Noorus-96 Jõgeva, Nõmme United, Santos Tartu, Saue Laagri, Tartu SK 10 II, Ülikool Tallinn.
- 1 al secondo turno: Welco Elekter Tartu.

29 squadre di III Liiga 2013
- 24 al primo turno: Ambla, Atli Rapla, Eestimaa Kasakad, EMÜ, Eston Villa, FC Lelle, Kaitseliit/Kalev II, Kalev Tallinn III, Kernu Kadakas, Kose, Leisi, Lihula, Lootos Põlva, Maccabi Tallinn, Navi, Olympic Tallinn, Otepää, Piraaja Tallinn, Rada Kuusalu, Retro, Tõrva, Trummi, Võru, Warrior Valga.
- 5 al secondo turno: Balteco, Järva-Jaani, Saaremaa, Tääksi, Viimsi MRJK.

23 squadre di IV Liiga 2013
- 20 al primo turno: Dnipro Tallinn, Harrastajad Tartu, Igiliikur Viimsi, Imavere Forss, Kalev Tallinn Juunior, Kalju Nõmme III, Kiiu, Merkuur Tartu, Pärnu-Jaagupi, Pirita Reliikvia, Pokkeriprod, Reaal Tallinn, Revali Pühajärve, Saku Sporting, Soccernet, Suema/Cargobus, Taebla, Tapa, Twister, Ülikool Fauna Tartu.
- 3 al secondo turno: Haiba, IAFA Estonia, Toompea.

16 squadre di Rahvaliiga 2013
- 11 al primo turno: Donkers, Eesti Väitlusselts, Helios Tartu, Kose, Nirvaana, Õismäe Torm, Raudteetöölised, Roosad Pantrid, Shnelli, Tehased Tartu, Wiswald Rakvere.
- 5 al secondo turno: Jalgpallihaigla, Kohtla-Nõmme, Smuuli, Tartu FC, Väätsa Vald.

## Primo turno
| Squadra 1             | Risultato       | Squadra 2         |
| --------------------- | --------------- | ----------------- |
| 28 maggio 2013        |                 |                   |
| Elva                  | 1 – 0           | Kalev Tallinn III |
| 3 giugno 2013         |                 |                   |
| Kalju Nõmme           | 14 – 0          | Revali Pühajärve  |
| 4 giugno 2013         |                 |                   |
| Olympic Tallinn       | 0 – 4           | Tulevik Viljandi  |
| Suema/Cargobus        | 0 – 9           | Infonet           |
| 5 giugno 2013         |                 |                   |
| Twister               | 0 – 5           | Paide             |
| Retro                 | 1 – 11          | Trans Narva       |
| Leisi                 | 2 – 5           | Lootos Põlva      |
| Santos Tartu          | 3 – 1           | Vaprus Vändra     |
| Maccabi Tallinn       | 2 – 4           | Tartu SK 10 II    |
| EMÜ                   | 0 – 1           | Nõmme United      |
| HÜJK Emmaste          | 4 – 0           | Kaitseliit/Kalev  |
| Kalju Nõmme II        | 0 – 1           | Joker Raasiku     |
| Noorus-96 Jõgeva      | 1 – 2           | Ülikool Tallinn   |
| Pärnu                 | 3 – 1 (dts)     | Kalju Nõmme III   |
| Lokomotiv Jõhvi       | Canc.           | Pärnu-Jaagupi     |
| 6 giugno 2013         |                 |                   |
| Reaal Tallinn         | 0 – 18          | Flora Tallinn     |
| Tõrva                 | 1 – 6           | Tartu SK 10       |
| Tapa                  | 1 – 4           | Imavere/Forss     |
| Loo                   | 3 – 5           | Ambla             |
| Tehased Tartu         | 3 – 2           | Eestimaa Kasakad  |
| Soccernet             | 0 – 4           | Tammeka Tartu II  |
| Merkuur Tartu         | Canc.           | Pirita Reliikvia  |
| 8 giugno 2013         |                 |                   |
| TJK Legion            | Canc.           | Jk Kose           |
| 9 giugno 2013         |                 |                   |
| Roosad Pantrid        | 1 – 8           | Nirvaana          |
| Kiiu                  | 0 – 1           | Igiliikur         |
| Kernu Kadakas         | 0 – 3           | Kuressaare        |
| Dnipro Tallinn        | 0 – 11          | Kalev Sillamäe    |
| Eesti Väitlusselts    | 0 – 4           | Õismäe Torm       |
| Raudteetöölised       | 2 – 2 (1-4 dcr) | Shnelli           |
| 11 giugno 2013        |                 |                   |
| Kalev Tallinn Juunior | 0 – 2           | Dinamo Rummu      |
| 12 giugno 2013        |                 |                   |
| Alko                  | 3 – 1           | Rada Kuusalu      |
| Levadia Tallinn       | 11 – 0          | Võru              |
| Lihula                | 7 – 1           | FC Lelle          |
| Otepää                | 2 – 1           | Dünamo Tallinn    |
| Atli Rapla            | 6 – 0           | Donkers           |
| Warrior Valga         | 1 – 3           | Piraaja Tallinn   |
| 13 giugno 2013        |                 |                   |
| Ülikool Fauna         | Canc.           | Taebla            |
| 16 giugno 2013        |                 |                   |
| Wiswald Rakvere       | 0 – 7           | Infonet II        |
| Trummi                | 7 – 4           | Helios Tartu      |
| 18 giugno 2013        |                 |                   |
| Maardu                | 3 – 1           | Metropool         |
| 19 giugno 2013        |                 |                   |
| Kaitseliit/Kalev II   | 1 – 5           | Navi              |
| Eston Villa           | 0 – 0 (4-2 dcr) | Ganvix Türi       |
| 20 giugno 2013        |                 |                   |
| Saue Laagri           | 9 – 0           | Tartu Harrastajad |
| Pokkeriprod           | 1 – 6           | Ararat/TTÜ        |
| 26 giugno 2013        |                 |                   |
| Irbis Kiviõli         | 4 – 1 (dts)     | Kose              |
| Ajax Lasnamäe         | 5 – 0           | Saku Sporting     |
| 2 luglio 2013         |                 |                   |
| Kalev Tallinn         | 5 – 3           | Tarvas Rakvere    |

## Secondo turno
La fusione tra Alko Kohtla-Järve e Lootus ha dato origine allo Järve Kohtla-Järve.
| Squadra 1        | Risultato       | Squadra 2          |
| ---------------- | --------------- | ------------------ |
| 1º luglio 2013   |                 |                    |
| Viimsi           | 0 – 5           | Järve Kohtla-Järve |
| 2 luglio 2013    |                 |                    |
| Järva-Jaani      | 2 – 0           | Merkuur Tartu      |
| 3 luglio 2013    |                 |                    |
| Tartu SK 10 II   | Canc.           | Toompea 1994       |
| 4 luglio 2013    |                 |                    |
| Tartu            | 4 – 0           | Igiliikur          |
| Saue Laagri      | 2 – 1           | IAFA Estonia       |
| 5 luglio 2013    |                 |                    |
| Piraaja Tallinn  | 6 – 0           | Õismäe Torm        |
| 9 luglio 2013    |                 |                    |
| Kalju Nõmme      | 14 – 0          | Kohtla-Nõmme       |
| Lokomotiv Jõhvi  | 13 – 0          | Shnelli            |
| Elva             | 1 – 1 (4-5 dcr) | Tammeka Tartu II   |
| Ajax Lasnamäe    | 1 – 5           | Puuma Tallinn      |
| Tulevik Viljandi | 1 – 0           | Imavere/Forss      |
| Tartu SK 10      | 7 – 0           | Navi               |
| 10 luglio 2013   |                 |                    |
| Saaremaa         | 5 – 1           | Smuuli             |
| Infonet II       | 8 – 1           | Ambla              |
| Ülikool Fauna    | 0 – 3           | Otepää             |
| Eston Villa      | 0 – 8           | TJK Legion         |
| 15 luglio 2013   |                 |                    |
| HÜJK Emmaste     | 1 – 0           | Ülikool Tallinn    |
| 16 luglio 2013   |                 |                    |
| Balteco          | 1 – 7           | Pärnu              |
| Santos Tartu     | 8 – 0           | Tehased Tartu      |
| 17 luglio 2013   |                 |                    |
| Nõmme United     | 7 – 1           | Haiba              |
| Joker Raasiku    | 9 – 0           | Atli Rapla         |
| 18 luglio 2013   |                 |                    |
| Irbis Kiviõli    | 7 – 1           | Lootos Põlva       |
| 20 luglio 2013   |                 |                    |
| Jalgpallihaigla  | 1 – 2           | Väätsa Vald        |
| 22 luglio 2013   |                 |                    |
| Levadia Tallinn  | 8 – 0           | Lihula             |
| 23 luglio 2013   |                 |                    |
| Kuressaare       | 6 – 1           | Nirvaana           |
| Kalev Sillamäe   | 0 – 1           | Flora Tallinn      |
| 24 luglio 2013   |                 |                    |
| Welco Tartu      | 5 – 2           | Tääksi             |
| Trummi           | 1 – 2           | Ararat/TTÜ         |
| 30 luglio 2013   |                 |                    |
| Kalev Tallinn    | 1 – 2           | Infonet            |
| Flora Tallinn II | 2 – 4           | Trans Narva        |
| 6 agosto 2013    |                 |                    |
| Paide            | 5 – 2           | Dinamo Rummu       |
| 13 agosto 2013   |                 |                    |
| Maardu           | 1 – 5           | Tammeka Tartu      |

## Sedicesimi di finale
| Squadra 1         | Risultato       | Squadra 2          |
| ----------------- | --------------- | ------------------ |
| 6 agosto 2013     |                 |                    |
| Tulevik Viljandi  | 1 – 2           | Flora Tallinn      |
| Piraaja Tallinn   | 0 – 1           | Kuressaare         |
| 7 agosto 2013     |                 |                    |
| Pärnu             | 4 – 1           | Otepää             |
| Trans Narva       | 0 – 0 (3-5 dcr) | Santos Tartu       |
| Welco Tartu       | 2 – 1           | Ararat/TTÜ         |
| Tartu SK 10       | 2 – 1           | TJK Legion         |
| 8 agosto 2013     |                 |                    |
| Nõmme United      | 2 – 6           | Lokomotiv Jõhvi    |
| 13 agosto 2013    |                 |                    |
| Tammeka Tartu II  | 2 – 1           | Infonet II         |
| 15 agosto 2013    |                 |                    |
| Puuma Tallinn     | 8 – 1           | Järva-Jaani        |
| Saue Laagri       | 4 – 0           | Väätsa Vald        |
| 20 agosto 2013    |                 |                    |
| Saaremaa          | 1 – 2           | Tartu              |
| 28 agosto 2013    |                 |                    |
| Tammeka Tartu     | 1 – 3           | HÜJK Emmaste       |
| 4 settembre 2013  |                 |                    |
| Paide             | 6 – 1           | Tartu SK 10 II     |
| Joker Raasiku     | 1 – 5           | Irbis Kiviõli      |
| 11 settembre 2013 |                 |                    |
| Infonet           | 6 – 0           | Järve Kohtla-Järve |
| 22 ottobre 2013   |                 |                    |
| Kalju Nõmme       | 1 – 3           | Levadia Tallinn    |

## Ottavi di finale
| Squadra 1         | Risultato       | Squadra 2     |
| ----------------- | --------------- | ------------- |
| 4 settembre 2013  |                 |               |
| Lokomotiv Jõhvi   | 0 – 0 (5-4 dcr) | Pärnu         |
| 11 settembre 2013 |                 |               |
| Irbis Kiviõli     | 0 – 11          | Santos Tartu  |
| Welco Tartu       | 3 – 4           | Puuma Tallinn |
| 25 settembre 2013 |                 |               |
| HÜJK Emmaste      | 1 – 0           | Tartu SK 10   |
| 5 ottobre 2013    |                 |               |
| Kuressaare        | 1 – 0           | Paide         |
| 16 ottobre 2013   |                 |               |
| Tammeka Tartu II  | 6 – 0           | Saue Laagri   |
| Tartu             | 1 – 6           | Infonet       |
| 12 novembre 2013  |                 |               |
| Levadia Tallinn   | 2 – 0           | Flora Tallinn |

## Quarti di finale
| Squadra 1       | Risultato | Squadra 2        |
| --------------- | --------- | ---------------- |
| 15 aprile 2014  |           |                  |
| Levadia Tallinn | Canc.     | Tammeka Tartu II |
| Kuressaare      | 1 – 3     | Santos Tartu     |
| Infonet         | 2 – 0     | Puuma Tallinn    |
| 16 aprile 2014  |           |                  |
| Lokomotiv Jõhvi | 0 – 1     | HÜJK Emmaste     |

## Semifinali
| Squadra 1      | Risultato   | Squadra 2       |
| -------------- | ----------- | --------------- |
| 29 aprile 2014 |             |                 |
| Infonet        | 0 - 1 (dts) | Levadia Tallinn |
| 1º maggio 2014 |             |                 |
| HÜJK Emmaste   | 1 - 3       | Santos Tartu    |

## Finale
| Arbitro: | Martin Salong |

|                                    |           |  |
| Ivanov 10’ 87’ Teever 29’ Tamm 80’ | Marcatori |  |